# Varianza cosmica
La varianza cosmica è l'incertezza statistica inerente alle osservazioni dell'universo a distanze estreme. Essa si basa sull'idea che è possibile osservare solo una parte dell'universo in un determinato istante, quindi è difficile fare rilevazioni statistiche sulla cosmologia sulla scala dell'intero universo, in quanto il numero di osservazioni (piano di campionamento), può essere troppo piccolo.
Il modello standard del Big Bang è di solito integrato con l'inflazione cosmica. Nei modelli inflazionistici, l'osservatore vede solo una piccola frazione di tutto l'universo, meno di un miliardesimo (1/109) del volume dell'universo. Quindi l'universo osservabile (chiamato anche orizzonte di particella dell'universo) è il risultato di processi che seguono alcune leggi fisiche generali, tra cui la meccanica quantistica e la relatività generale. Alcuni di questi processi sono casuali: ad esempio, la distribuzione delle galassie in tutto l'universo può essere descritta solo statisticamente e non può essere derivata da alcun principio primo.